# 富士桜高原麦酒
富士桜高原麦酒 (ふじざくらこうげんびーる) とは、山梨県南都留郡富士河口湖町の富士観光開発株式会社が醸造・販売している地ビールのブランド名である。

## 概要
ドイツのデーメンス醸造専門学校で醸造を学んだ醸造士らによって醸造されている。
1998年に醸造開始。翌年の1999年にジャパン・ビア・カップでラオホが初受賞して以来、醸造するビールは、2012年ワールド・ビア・カップ金賞や2014年ワールド・ビア・アワードで世界一など、世界のコンテストで多数の受賞している。またアジア・ビアカップ（日本地ビール協会主催）1999年より17年連続受賞を果たしている（2016年3月時点）。
富士河口湖町に地ビールレストラン「シルバンズ」を直営するほか、東京都六本木に直営のビアバー「BeerBar 富士桜 Roppongi」を2016年にオープンしている。

## ビール

### レギュラービール
ピルス
ピルスナースタイルのビール。
ヴァイツェン
ヴァイツェンスタイルのビール。
ラオホ
ラオホスタイルのビール。

### 期間限定ビール
さくらボック
ドッペルボックスタイルのビール。3ヶ月以上熟成させている長期熟成ビール。